# Древна кайра
Древната кайра, още черногуша или беловрата кайра (Synthliboramphus antiquus), е вид птица от семейство Кайрови (Alcidae).

## Разпространение
Видът е разпространен в северната част на Тихия океан, като гнезди от Британска Колумбия до бреговете на Жълто море.

## Описание
Главата на древната кайра е черна, долната част на тялото е бяла, а по гърба има сивкав цвят, на който се дължи името ѝ.

## Хранене
Хранят се главно с ракообразни, а през лятото и с риба, които улавят гмуркайки се дълбоко под водата.